# Zharkovsky (huyện)
Huyện Zharkovsky (tiếng Nga: ? райо́н) là một huyện hành chính tự quản (raion), của Tỉnh Tver, Nga. Huyện có diện tích 1569 kilômét vuông, dân số thời điểm ngày 1 tháng 1 năm 2000 là 8700 người. Trung tâm của huyện đóng ở Zharkovsky.